# Обвиј
Обвиј (фр. Aubeville) насеље је и општина у западној Француској у региону Поату-Шарант, у департману Шарант која припада префектури Ангулем.
По подацима из 2011. године у општини је живело 150 становника, а густина насељености је износила 18,25 становника/km². Општина се простире на површини од 8,22 km². Налази се на средњој надморској висини од 100 метара (максималној 153 m, а минималној 51 m).

## Демографија
| 1962. | 1968. | 1975. | 1982. | 1990. | 1999. | 2011. |
| ----- | ----- | ----- | ----- | ----- | ----- | ----- |
| 192   | 195   | 153   | 139   | 130   | 142   | 150   |

График промене броја становника у току последњих година